# Ковалинська сільська рада
| Ковалинська сільська рада — колишній орган місцевого самоврядування у Переяслав-Хмельницькому районі Київської області з адміністративним центром у с. Ковалин. Сільській раді були підпорядковані населені пункти: - с. Ковалин |

## Склад ради
Рада складалася з 14 депутатів та голови.

### Керівний склад ради
| ПІБ                            | Основні відомості                                                               | Дата обрання | Дата звільнення |
| ------------------------------ | ------------------------------------------------------------------------------- | ------------ | --------------- |
| Степанчук Валентина Михайлівна | Сільський голова, 1964 року народження, освіта                                  | 26.03.2006   | 31.10.2010      |
| Степанчук Валентина Михайлівна | Сільський голова, 1964 року народження, освіта середня спеціальна, позапартійна | 31.10.2010   |                 |

Примітка: таблиця складена за даними джерела